# Ali Al-Badwawi
Ali Al-Badwawi (arabul: علي حمد معضد سيف البدواوي) (Dubaj, 1972. december 22. –) egyesült arab emírségekbeli nemzetközi labdarúgó-játékvezető. Teljes neve  Ali Hamad Madhad Saif Al-Badwawi. Polgári foglalkozása rendőr.

## Pályafutása

### Nemzeti játékvezetés
Játékvezetésből Dubajban vizsgázott. Lakókörzetének labdarúgó-szövetség által üzemeltetett bajnokságokban kezdte sportszolgálatát. Az Egyesült Arab Emírségekbeli Labdarúgó-szövetség Játékvezető Bizottságának (JB) minősítésével 2003-tól a Etisalat National League játékvezetője. Küldési gyakorlat szerint rendszeres 4. bírói szolgálatot is végez. A nemzeti játékvezetéstől 2014-ben visszavonult.

#### Nemzeti kupamérkőzések
Vezetett kupadöntők száma: 1

#### UAE labdarúgó-szuperkupa
| Időpont              | Helyszín              | Mérkőzés típusa | Mérkőzés                   | Eredmény | Nézők száma |
| -------------------- | --------------------- | --------------- | -------------------------- | -------- | ----------- |
| 2012. szeptember 17. | Zabeel Stadion, Dubaj | döntő           | Al Ain–Al-Jazira Abu Dhabi | 0 – 0    | 8274        |

### Nemzetközi játékvezetés
Az Egyesült Arab Emírségekbeli labdarúgó-szövetség JB terjesztette fel nemzetközi játékvezetőnek, a Nemzetközi Labdarúgó-szövetség (FIFA) 2005-től tartotta nyilván bírói keretében. A FIFA JB központi nyelvei közül az angolt beszéli. Az AFC JB besorolása szerint elit kategóriás bíró. Több nemzetek közötti válogatott, valamint AFC Cup, AFC-bajnokok ligája klubmérkőzést vezetett, vagy működő társának 4. bíróként segített. A  nemzetközi játékvezetéstől 2014-ben búcsúzott. Válogatott mérkőzéseinek száma: 27 (2007–2012).

#### Labdarúgó-világbajnokság
A 2011-es U17-es labdarúgó-világbajnokságon a FIFA JB bíróként foglalkoztatta.
| Időpont          | Helyszín                      | Mérkőzés típusa              | Mérkőzés             | Eredmény | Nézők száma |
| ---------------- | ----------------------------- | ---------------------------- | -------------------- | -------- | ----------- |
| 2011. június 20. | Estadio Omnilife, Guadalajara | csoportmérkőzés (F. csoport) | Brazília–Dánia       | 3 – 0    | 8845        |
| 2011. június 25. | Estadio TSM Corona, Torreón   | csoportmérkőzés (C. csoport) | Uruguay–Anglia       | 0 – 2    | 11 410      |
| 2011. július 4.  | Estadio Hidalgo, Pacucha      | egyik negyeddöntő            | Franciaország–Mexikó | 1 – 2    | 21 960      |

A 2010-es labdarúgó-világbajnokságon a FIFA JB játékvezetőként alkalmazta. Selejtező mérkőzéseket az AFC zónában vezetett. 2012-ben a FIFA JB bejelentette, hogy a brazil labdarúgó-világbajnokság lehetséges játékvezetőinek 52-es átmeneti listájára jelölte. A szűkített keretnek már nem volt tagja.

##### 2010-es labdarúgó-világbajnokság
| Időpont           | Helyszín                      | Mérkőzés típusa                  | Mérkőzés                                              | Eredmény | Nézők száma |
| ----------------- | ----------------------------- | -------------------------------- | ----------------------------------------------------- | -------- | ----------- |
| 2007. október 13. | Central Army Stadion, Taskent | első forduló                     | Üzbegisztán–Tajvan                                    | 9 – 0    | 7 000       |
| 2008. június 2.   | Nemzeti Stadion, Szingapúr    | előselejtező (3. kör 4. csoport) | Szingapúr–Üzbég labdarúgó-válogatott                  | 3 – 7    | 28 750      |
| 2008. június 14.  | Racsamangala Stadion, Bangkok | előselejtező (3. kör 2. csoport) | Thaiföld–Japán                                        | 0 – 3    | 25 000      |
| 2008. június 22.  | ar-Rasíd Stadion, Dubaj       | előselejtező (3. kör 1. csoport) | Irak–Katar                                            | 0 – 1    | 10 000      |
| 2008. október 15. | Központi Stadion, Szaitama    | előselejtező (4. kör 1. csoport) | Japán labdarúgó-válogatott–Üzbég labdarúgó-válogatott | 1 – 1    | 55 142      |
| 2009. április 1.  | ANZ Stadion, Sydney           | előselejtező (4. kör 1. csoport) | Ausztrália–Üzbég labdarúgó-válogatott                 | 2 – 0    | 57 292      |

##### 2014-es labdarúgó-világbajnokság
| Időpont             | Helyszín                       | Mérkőzés típusa                      | Mérkőzés                                                    | Eredmény | Nézők száma |
| ------------------- | ------------------------------ | ------------------------------------ | ----------------------------------------------------------- | -------- | ----------- |
| 2011. július 23.    | Jassim Bin Hamad Stadion, Doha | előselejtező (2. forduló)            | Katari labdarúgó-válogatott–Vietnám                         | 3 – 0    | 6786        |
| 2011. szeptember 2. | Városi Stadion, Szaitama       | előselejtező (3. forduló; C csoport) | Japán labdarúgó-válogatott–Észak-Korea                      | 1 – 0    | 62 000      |
| 2011. november 15.  | Nemzetközi Stadion, Ammán      | előselejtező (3. forduló; A csoport) | Jordánia–Iraki labdarúgó-válogatott                         | 1 – 3    | 13 000      |
| 2012. június 8.     | Jassim Bin Hamad Stadion, Doha | előselejtező (4. forduló; A csoport) | Katari labdarúgó-válogatott–Dél-koreai labdarúgó-válogatott | 1 – 4    | 10 730      |
| 2012. november 14.  | Azadi Stadion, Teherán         | előselejtező (4. forduló; A csoport) | Irán–Üzbég labdarúgó-válogatott                             | 0 – 1    | 43 700      |

#### Ázsia-kupa
A 2007-es Ázsia-kupa és a 2011-es Ázsia-kupa labdarúgó tornán az AFC JB játékvezetőként foglalkoztatta.

##### 2007-es Ázsia-kupa
| Időpont          | Helyszín                           | Mérkőzés típusa              | Mérkőzés                                                   | Eredmény | Nézők száma |
| ---------------- | ---------------------------------- | ---------------------------- | ---------------------------------------------------------- | -------- | ----------- |
| 2007. július 14. | Gelora Bung Karno Stadion, Jakarta | csoportmérkőzés (D. csoport) | Szaúd-Arábia–Indonézia                                     | 2 – 1    | 88 000      |
| 2007. július 22. | Bukit Jalil Stadion, Kuala Lumpur  | negyeddöntő                  | Iráni labdarúgó-válogatott–Dél-koreai labdarúgó-válogatott | 0 – 0    | 8 629       |
| 2007. július 28. | Jakabaring Stadion, Palembang      | bronz találkozó              | Dél-koreai labdarúgó-válogatott–Japán labdarúgó-válogatott | 0 – 0    | 10 000      |

##### 2011-es Ázsia-kupa

###### Selejtező mérkőzés
| Időpont            | Helyszín                              | Mérkőzés típusa           | Mérkőzés                                              | Eredmény | Nézők száma |
| ------------------ | ------------------------------------- | ------------------------- | ----------------------------------------------------- | -------- | ----------- |
| 2009. november 14. | Városi Stadion, Bejrút                | előselejtező (D. csoport) | Libanon–Kína                                          | 0 – 2    | 2000        |
| 2009. november 22. | King Abdullah II Stadion, Ammán       | előselejtező (E. csoport) | Jordán labdarúgó-válogatott–Irán labdarúgó-válogatott | 1 – 0    | 11 000      |
| 2010. január 6.    | Ali Mohsen Al-Muraisi Stadion, Szanaa | előselejtező (C. csoport) | Jemen–Japán labdarúgó-válogatott                      | 2 – 3    | 10 000      |

###### Ázsia-kupa mérkőzés
| Időpont          | Helyszín                            | Mérkőzés típusa              | Mérkőzés                                                       | Eredmény | Nézők száma |
| ---------------- | ----------------------------------- | ---------------------------- | -------------------------------------------------------------- | -------- | ----------- |
| 2011. január 10. | Jassim Bin Hamad Stadion, Doha      | csoportmérkőzés (C. csoport) | India–Ausztrál labdarúgó-válogatott                            | 0 – 4    | 9 783       |
| 2011. január 13. | Ahmed bin Ali Stadion, Al Rayyan    | csoportmérkőzés (B. csoport) | Jordán labdarúgó-válogatott–Szaúd-arábiai labdarúgó-válogatott | 1 – 0    | 17 349      |
| 2011. január 25. | Khalifa International Stadion, Doha | elődöntő                     | Üzbég labdarúgó-válogatott–Ausztrál labdarúgó-válogatott       | 1 – 0    | 24 826      |

#### AFC Challenge Cup
| Időpont         | Helyszín                     | Mérkőzés típusa           | Mérkőzés                            | Eredmény | Nézők száma |
| --------------- | ---------------------------- | ------------------------- | ----------------------------------- | -------- | ----------- |
| 2008. május 15. | Városi Stadion, Iloilo város | előselejtező (B. csoport) | Fülöp-szigetek–Tádzsigisztánn       | 0 – 0    | 4500        |
| 2008. május 17. | Városi Stadion, Iloilo város | előselejtező (B. csoport) | Tádzsik labdarúgó-válogatott–Brunei | 4 – 0    | 450         |

#### A magyar labdarúgó-válogatott mérkőzései (1902–1929)
A mérkőzés irányításában asszisztensként Al Shamisi Ahmed Mohammed Saeed Baloud és Alali Sultan Salim Obaid Khamis Saho, negyedik játékvezetőként Hamed Ali Jusuf tevékenykedett. 
| Időpont          | Helyszín                | Mérkőzés típusa | Mérkőzés                  | Eredmény | Nézők száma |
| ---------------- | ----------------------- | --------------- | ------------------------- | -------- | ----------- |
| 2011. február 9. | Központi Stadion, Dubaj | felkészülési    | Azerbajdzsán–Magyarország | 0 – 2    | 1 000       |

## Szakmai sikerek
Az IFFHS (International Federation of Football History & Statistics) 1987– 2011 évadokról tartott nemzetközi szavazásán 151 játékvezető besorolásával minden idők 125. legjobb bírójának rangsorolta, holtversenyben Graham Barber, Olegário Benquerença, Piero Ceccarini, Martin Hansson, James McCluskey, Nicole Petignat, Alain Sars, Mark Shield és Kírosz Vasszárasz társaságában.